# Odontosciara fimbripes
Odontosciara fimbripes är en tvåvingeart som beskrevs av Edwards 1931. Odontosciara fimbripes ingår i släktet Odontosciara och familjen sorgmyggor. Inga underarter finns listade i Catalogue of Life.